# Selección femenina de fútbol de Nueva Zelanda
La selección femenina de fútbol de Nueva Zelanda (en Inglés New Zealand women's national football team) es el equipo que representa a dicho país en los torneos oficiales. Su organización está a cargo de la Asociación de Fútbol de Nueva Zelanda, miembro de la OFC y la FIFA. 
Hizo su debut internacional en el Campeonato Femenino de la AFC de 1975, torneo en el que se terminó proclamando campeón. Desde entonces, ha ganado en seis ocasiones la Copa de Naciones Femenina de la OFC y ha participado en seis oportunidades en la Copa Mundial, aunque nunca pudo superar la fase de grupos. En los Juegos Olímpicos alcanzó los cuartos de final en Londres 2012.

## Jugadoras

### Última convocatoria
Jugadoras convocadas para la Copa Mundial de 2023. Adicionalmente, Ava Collins, Meikayla Moore y Kate Taylor fueron anunciadas como jugadoras de reserva. Sin embargo, la semana siguiente; la propia Moore se retiró de la convocatoria al negarse a ser jugadora de reserva, por lo que Grace Wisnewski fue su sustituta.
Entrenador:  Michael Mayne
| No. | Pos. | Jugadora           | Fecha de nacimiento (edad)         | Apa. | Goles | Club                     |
| --- | ---- | ------------------ | ---------------------------------- | ---- | ----- | ------------------------ |
| 1   | POR  | Erin Nayler        | 17 de abril de 1992 (31 años)      | 84   | 0     | IFK Norrköping           |
| 2   | MED  | Ria Percival       | 7 de diciembre de 1989 (33 años)   | 161  | 15    | Tottenham Hotspur        |
| 3   | DEF  | Claudia Bunge      | 21 de septiembre de 1999 (23 años) | 20   | 0     | Melbourne Victory        |
| 4   | DEF  | CJ Bott            | 22 de abril de 1995 (28 años)      | 37   | 2     | Leicester City           |
| 5   | DEF  | Michaela Foster    | 9 de enero de 1999 (24 años)       | 4    | 0     | Wellington Phoenix       |
| 6   | MED  | Malia Steinmetz    | 18 de enero de 1999 (24 años)      | 18   | 0     | W. Sydney Wanderers      |
| 7   | DEF  | Ali Riley          | 30 de octubre de 1987 (35 años)    | 152  | 2     | Angel City FC            |
| 8   | MED  | Daisy Cleverley    | 30 de abril de 1997 (26 años)      | 31   | 2     | Køge                     |
| 9   | DEL  | Gabi Rennie        | 7 de julio de 2001 (22 años)       | 24   | 2     | Arizona State Sun Devils |
| 10  | MED  | Annalie Longo      | 1 de julio de 1991 (32 años)       | 127  | 15    | Christchurch United      |
| 11  | MED  | Olivia Chance      | 5 de octubre de 1993 (29 años)     | 43   | 2     | Celtic                   |
| 12  | MED  | Betsy Hassett      | 4 de agosto de 1990 (32 años)      | 143  | 13    | Stjarnan                 |
| 13  | DEF  | Rebekah Stott      | 17 de junio de 1993 (30 años)      | 89   | 4     | Brighton & Hove Albion   |
| 14  | DEF  | Katie Bowen        | 15 de abril de 1994 (29 años)      | 92   | 3     | Melbourne City           |
| 15  | DEL  | Paige Satchell     | 13 de abril de 1998 (25 años)      | 42   | 2     | Wellington Phoenix       |
| 16  | DEL  | Jacqui Hand        | 19 de febrero de 1999 (24 años)    | 12   | 1     | Åland United             |
| 17  | DEL  | Hannah Wilkinson   | 28 de mayo de 1992 (31 años)       | 113  | 28    | Melbourne City           |
| 18  | DEL  | Grace Jale         | 10 de abril de 1999 (24 años)      | 17   | 2     | Canberra United          |
| 19  | DEF  | Elizabeth Anton    | 12 de diciembre de 1998 (24 años)  | 18   | 0     | Perth Glory              |
| 20  | DEL  | Indiah-Paige Riley | 20 de diciembre de 2001 (21 años)  | 7    | 0     | Brisbane Roar            |
| 21  | POR  | Victoria Esson     | 6 de marzo de 1991 (32 años)       | 14   | 0     | Rangers                  |
| 22  | DEL  | Emily Clegg        | 1 de noviembre de 2005 (17 años)   | 2    | 0     | Wellington Phoenix       |
| 23  | POR  | Anna Leat          | 26 de junio de 2001 (22 años)      | 9    | 0     | Aston Villa              |

## Estadísticas

### Copa Mundial Femenina de Fútbol
| Copa Mundial Femenina de Fútbol | Copa Mundial Femenina de Fútbol | Copa Mundial Femenina de Fútbol | Copa Mundial Femenina de Fútbol | Copa Mundial Femenina de Fútbol | Copa Mundial Femenina de Fútbol | Copa Mundial Femenina de Fútbol | Copa Mundial Femenina de Fútbol | Copa Mundial Femenina de Fútbol | Copa Mundial Femenina de Fútbol |
| Año                             | Ronda                           | Pos.                            | J                               | G                               | E                               | P                               | GF                              | GC                              | DG                              |
| ------------------------------- | ------------------------------- | ------------------------------- | ------------------------------- | ------------------------------- | ------------------------------- | ------------------------------- | ------------------------------- | ------------------------------- | ------------------------------- |
| 1991                            | Fase de grupos                  | 11.°                            | 3                               | 0                               | 0                               | 3                               | 1                               | 11                              | -10                             |
| 1995                            | No clasificó                    | No clasificó                    | No clasificó                    | No clasificó                    | No clasificó                    | No clasificó                    | No clasificó                    | No clasificó                    | No clasificó                    |
| 1999                            | No clasificó                    | No clasificó                    | No clasificó                    | No clasificó                    | No clasificó                    | No clasificó                    | No clasificó                    | No clasificó                    | No clasificó                    |
| 2003                            | No clasificó                    | No clasificó                    | No clasificó                    | No clasificó                    | No clasificó                    | No clasificó                    | No clasificó                    | No clasificó                    | No clasificó                    |
| 2007                            | Fase de grupos                  | 14.°                            | 3                               | 0                               | 0                               | 3                               | 0                               | 9                               | -9                              |
| 2011                            | Fase de grupos                  | 12.°                            | 3                               | 0                               | 1                               | 2                               | 4                               | 6                               | -2                              |
| 2015                            | Fase de grupos                  | 19.°                            | 3                               | 0                               | 2                               | 1                               | 2                               | 3                               | -1                              |
| 2019                            | Fase de grupos                  | 20.°                            | 3                               | 0                               | 0                               | 3                               | 1                               | 5                               | -4                              |
| 2023                            | Fase de grupos                  | 20.°                            | 3                               | 1                               | 1                               | 1                               | 1                               | 1                               | 0                               |
| 2027                            | Por disputarse                  | Por disputarse                  | Por disputarse                  | Por disputarse                  | Por disputarse                  | Por disputarse                  | Por disputarse                  | Por disputarse                  | Por disputarse                  |
| Total                           | 6/10                            | 25.°                            | 18                              | 1                               | 4                               | 13                              | 9                               | 35                              | 26                              |

### Copa de Naciones de la OFC
| Copa de Naciones de la OFC | Copa de Naciones de la OFC | Copa de Naciones de la OFC | Copa de Naciones de la OFC | Copa de Naciones de la OFC | Copa de Naciones de la OFC | Copa de Naciones de la OFC | Copa de Naciones de la OFC | Copa de Naciones de la OFC | Copa de Naciones de la OFC |
| Año                        | Ronda                      | Pos.                       | J                          | G                          | E                          | P                          | GF                         | GC                         | DG                         |
| -------------------------- | -------------------------- | -------------------------- | -------------------------- | -------------------------- | -------------------------- | -------------------------- | -------------------------- | -------------------------- | -------------------------- |
| 1983                       | Campeón                    | 1.°                        | 4                          | 3                          | 1                          | 0                          | 24                         | 3                          | +21                        |
| 1986                       | Tercer lugar               | 3.°                        | 4                          | 2                          | 0                          | 2                          | 3                          | 3                          | 0                          |
| 1989                       | Subcampeón                 | 2.°                        | 5                          | 4                          | 0                          | 1                          | 10                         | 1                          | +9                         |
| 1991                       | Campeón                    | 1.°                        | 4                          | 3                          | 0                          | 1                          | 28                         | 1                          | +27                        |
| 1994                       | Subcampeón                 | 2.°                        | 4                          | 3                          | 0                          | 1                          | 10                         | 2                          | +8                         |
| 1998                       | Subcampeón                 | 2.°                        | 4                          | 3                          | 0                          | 1                          | 41                         | 3                          | +38                        |
| 2003                       | Subcampeón                 | 2.°                        | 4                          | 3                          | 0                          | 1                          | 29                         | 2                          | +27                        |
| 2007                       | Campeón                    | 1.°                        | 3                          | 3                          | 0                          | 0                          | 21                         | 1                          | +20                        |
| 2010                       | Campeón                    | 1.°                        | 5                          | 5                          | 0                          | 0                          | 50                         | 0                          | +50                        |
| 2014                       | Campeón                    | 1.°                        | 3                          | 3                          | 0                          | 0                          | 30                         | 0                          | +30                        |
| 2018                       | Campeón                    | 1.°                        | 5                          | 5                          | 0                          | 0                          | 43                         | 0                          | +43                        |
| 2022                       | No participó               | No participó               | No participó               | No participó               | No participó               | No participó               | No participó               | No participó               | No participó               |
| 2025                       | No participó               | No participó               | No participó               | No participó               | No participó               | No participó               | No participó               | No participó               | No participó               |
| Total                      | 11/12                      | 1.°                        | 45                         | 37                         | 1                          | 7                          | 289                        | 16                         | +273                       |

### Juegos Olímpicos
| Juegos Olímpicos | Juegos Olímpicos | Juegos Olímpicos | Juegos Olímpicos | Juegos Olímpicos | Juegos Olímpicos | Juegos Olímpicos | Juegos Olímpicos | Juegos Olímpicos | Juegos Olímpicos |
| Año              | Ronda            | Pos.             | J                | G                | E                | P                | GF               | GC               | DG               |
| ---------------- | ---------------- | ---------------- | ---------------- | ---------------- | ---------------- | ---------------- | ---------------- | ---------------- | ---------------- |
| 1996             | No clasificó     | No clasificó     | No clasificó     | No clasificó     | No clasificó     | No clasificó     | No clasificó     | No clasificó     | No clasificó     |
| 2000             | No clasificó     | No clasificó     | No clasificó     | No clasificó     | No clasificó     | No clasificó     | No clasificó     | No clasificó     | No clasificó     |
| 2004             | No participó     | No participó     | No participó     | No participó     | No participó     | No participó     | No participó     | No participó     | No participó     |
| 2008             | Fase de grupos   | 10.°             | 3                | 0                | 1                | 2                | 2                | 7                | -5               |
| 2012             | Cuartos de final | 8.°              | 4                | 1                | 0                | 3                | 3                | 5                | -2               |
| 2016             | Fase de grupos   | 9.°              | 3                | 1                | 0                | 2                | 1                | 5                | -4               |
| 2020             | Fase de grupos   | 12.°             | 3                | 0                | 0                | 3                | 2                | 10               | -8               |
| 2024             | Fase de grupos   | 10.°             | 3                | 0                | 0                | 3                | 2                | 6                | -4               |
| 2028             | Por disputarse   | Por disputarse   | Por disputarse   | Por disputarse   | Por disputarse   | Por disputarse   | Por disputarse   | Por disputarse   | Por disputarse   |
| Total            | 5/8              | 12.°             | 16               | 2                | 1                | 13               | 10               | 33               | -23              |

### Copa Asiática
| Copa Asiática | Copa Asiática | Copa Asiática | Copa Asiática | Copa Asiática | Copa Asiática | Copa Asiática | Copa Asiática | Copa Asiática | Copa Asiática |
| Año           | Ronda         | Pos.          | J             | G             | E             | P             | GF            | GC            | DG            |
| ------------- | ------------- | ------------- | ------------- | ------------- | ------------- | ------------- | ------------- | ------------- | ------------- |
| 1975          | Campeón       | 1.°           | 4             | 4             | 0             | 0             | 11            | 3             | +8            |
| Total         | 1/1           | 1.°           | 4             | 4             | 0             | 0             | 11            | 3             | +8            |

## Últimos partidos y próximos encuentros
Actualizado al último partido jugado el 31 de julio de 2024
| Fecha      | Ciudad        | Local         | Resultado | Visitante     | Competición           |
| ---------- | ------------- | ------------- | --------- | ------------- | --------------------- |
| 09-04-2024 | Christchurch  | Nueva Zelanda | 0:0       | Tailandia     | Partido amistoso      |
| 31-05-2024 | Murcia        | Nueva Zelanda | 0:2       | Japón         | Partido amistoso      |
| 03-06-2024 | Murcia        | Japón         | 4:1       | Nueva Zelanda | Partido amistoso      |
| 13-07-2024 | Vichy         | Zambia        | 1:1       | Nueva Zelanda | Partido amistoso      |
| 25-07-2024 | Saint-Étienne | Canadá        | 2:1       | Nueva Zelanda | Juegos Olímpicos 2024 |
| 28-07-2024 | Lyon          | Colombia      | 2:0       | Nueva Zelanda | Juegos Olímpicos 2024 |
| 31-07-2024 | Lyon          | Nueva Zelanda | 1:2       | Francia       | Juegos Olímpicos 2024 |
| 23-02-2025 | Alajuela      | Costa Rica    | -:-       | Nueva Zelanda | Partido amistoso      |
| 26-02-2025 | Alajuela      | Costa Rica    | -:-       | Nueva Zelanda | Partido amistoso      |

## Palmarés
- Copa de Naciones de la OFC:
  -   Campeón (6): 1983, 1991, 2007, 2010, 2014 y 2018
  -  Subcampeón (4): 1989, 1994, 1998 y 2003
  -  Tercer lugar (1): 1986

- Copa Asiática:
  -   Campeón (1): 1975